# Lumières polonaises
En Pologne, les idées et les idéaux du Siècle des Lumières se sont développées plus tard qu'en Europe de l'Ouest, car la bourgeoisie polonaise était moins nombreuse et la culture de la szlachta (le sarmatisme), ainsi que le système politique de la République des Deux Nations (la Liberté dorée) étaient en crise profonde. La période des Lumières polonaises débute dans les années 1730-1740, culmine sous le règne du roi de Pologne Stanislas Auguste Poniatowski (seconde moitié du XVIIIe siècle), décline avec le troisième partage de la Pologne (1795) – une tragédie nationale qui inspire une courte période d'écriture sentimentale – et prend fin en 1822, remplacée par le romantisme.

## Histoire
Les Lumières polonaises, tout en partageant de nombreuses qualités communes avec les mouvements des Lumières classiques d’Europe occidentale, s’en différenciaient également sur de nombreux aspects importants. Une grande partie de la pensée des Lumières occidentales s’est développée sous les monarchies absolues oppressives et se consacrait donc à la lutte pour obtenir davantage de liberté. Les penseurs occidentaux souhaitaient que la séparation et l'équilibre des pouvoirs de Montesquieu limitassent le pouvoir, presque illimité, de leurs monarques. Les Lumières polonaises se sont elles développées dans un contexte très différent. Le système politique polonais était presque l'opposé de la monarchie absolue : les rois polonais étaient élus et leur position était très faible, la plupart des pouvoirs étant aux mains de la Diète (le Sejm). Les réformes polonaises visaient l'élimination des lois qui transformaient leur système politique en une quasi-anarchie, résultant de l'abus du vote par consensus au Sejm (liberum veto) qui paralysait la République, en particulier à l'époque de la dynastie Wettin, réduisant la Pologne du rôle d'acteur européen majeur à celui de marionnette de ses voisins. Ainsi, alors que les hommes des Lumières en France et en Prusse écrivaient sur la nécessité de renforcer les freins et contrepoids (checks and balances) imposés à leurs rois, les Lumières polonaises s’efforçaient de lutter contre les abus résultant de la surabondance de freins et contrepoids.

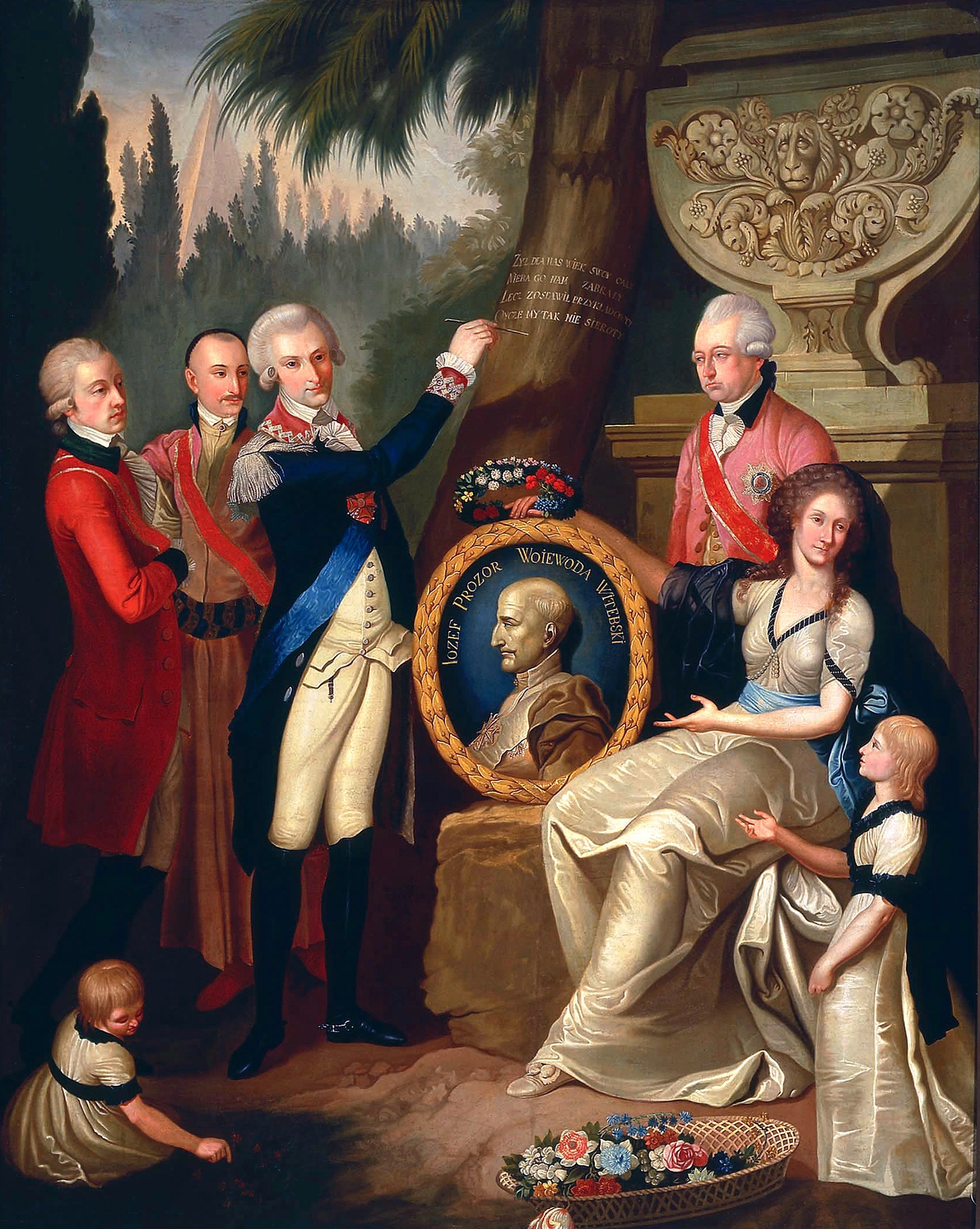
Portrait de la famille Prozor, par Franciszek Smuglewicz, 1789

Les différences ne s’arrêtent pas là. Les citadins et la bourgeoisie dominaient le mouvement des Lumières en Occident, tandis qu'en Pologne, la plupart des réformateurs venaient de la szlachta (noblesse), qui formait près de 10% de la population de l'État. Celle-ci considérait l'idée d'égalité comme l'un des fondements de sa culture, et les réformateurs se sont battus pour l'étendre à d'autres classes sociales. La tolérance religieuse était un autre idéal de la szlachta.

### La Constitution de 1791
Les idées de cette période ont finalement abouti dans la Constitution du 3 mai 1791 ; elles ont également donné naissance à d'autres réformes ambitieuses (telles que la création de la Commission de l'éducation nationale, premier ministère de l'éducation au monde) qui ont tenté de transformer la Pologne-Lituanie en une monarchie constitutionnelle moderne. Bien que les tentatives de réforme politique aient été contrecarrées par la guerre civile (Confédération de Targowica) et l'intervention militaire des voisins de la République, aboutissant au partage de la Pologne, l'impact culturel de cette période a permis de préserver la culture polonaise pendant de nombreuses années.

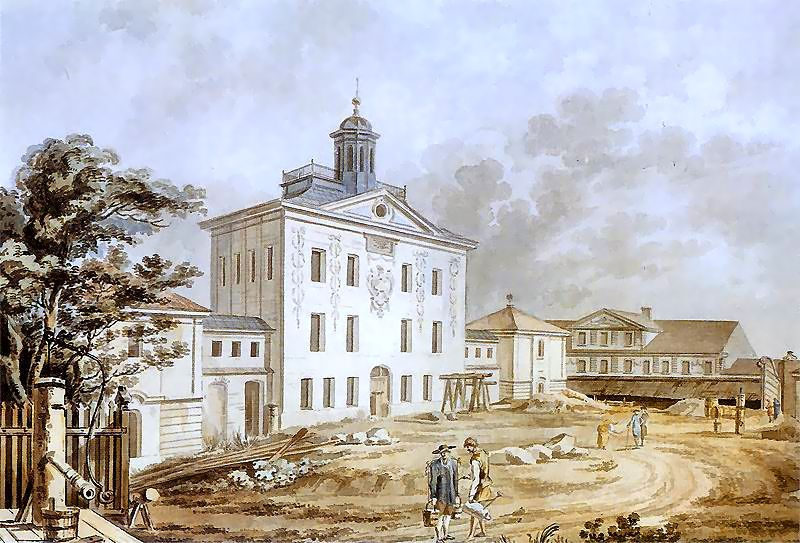
La Bibliothèque Załuski, première bibliothèque publique de Pologne, par Zygmunt Vogel, 1801.

Les idées des Lumières polonaises ont également eu un impact significatif à l’étranger. Depuis la Confédération de Bar (1768) jusqu'à la période du Grand Sejm et après la Constitution du 3 mai 1791, la Pologne a connu une production abondante d'écrits politiques, notamment constitutionnels.
Parmi les institutions importantes des Lumières, on peut citer le Théâtre national, fondé en 1765 à Varsovie par le roi Stanislas Auguste Poniatowski ; et dans le domaine de l'enseignement supérieur : la Commission de l'éducation nationale, créée par la Diète en 1773 ; la Société des livres élémentaires ; ainsi que le Corps des cadets (école militaire des chevaliers), entre autres. Pour élargir le champ de la connaissance, la Société des Amis de la Science fut fondée en 1800, peu après les Partages. Les journaux populaires comprenaient le Monitor et les Zabawy Przyjemne i Pożyteczne (« Jeux agréables et utiles »).

## Personnalités notables
- Wojciech Bogusławski – père du théâtre polonais
- Franciszek Bohomolec – poète, écrivain, éditeur, enseignant
- Tadeusz Czacki – éducation, économie, fondateur de la Société des Amis des Sciences (Towarzystwo Przyjaciół Nauk) et du Liceum Krzemienieckie
- Joachim Chreptowicz – dernier grand chancelier de Lituanie, journaliste, poète, traducteur et physiocrate
- Jakub Jasiński (en) – poète, général, partisan radical de la révolution
- Franciszek Salezy Jezierski (en) – écrivain, activiste politique
- Franciszek Karpiński – poète
- Franciszek Kniaźnin (en) – poète, écrivain
- Hugo Kołłątaj – prêtre, militant social et politique, penseur politique, historien et philosophe
- Stanisław Konarski – précurseur de la réforme de l'éducation, auteur de O skutecznym rad sposobie
- Onufry Kopczyński (en) – professeur, précurseur de la grammaire polonaise
- Tadeusz Kościuszko – ingénieur militaire, homme d'État, révolutionnaire.
- Michał Dymitr Krajewski (en) – écrivain, militant éducatif
- Ignacy Krasicki – l'un des plus grands poètes, écrivains, évêques polonais, co-organisateur des Dîners du jeudi (en)
- Stanisław Leszczyński – roi de Pologne, activiste politique, écrivain (auteur du traité Głos wolny wolność ubezpieczający (en))
- Samuel Bogumił Linde (en) – président de la Société des Manuels Élémentaires (Towarzystwo do Ksiąg Elementarnych (pl)), créateur de Słownik Języka Polskiego
- Adam Naruszewicz – poète, traducteur, historien
- Julian Ursyn Niemcewicz – poète, dramaturge, militant indépendantiste
- Jan Piotr Norblin – peintre
- Józef Maksymilian Ossoliński (en) – écrivain, militant social, scientifique et culturel, fondateur de l'Ossolineum (une maison d'édition)
- Grzegorz Piramowicz (en) – écrivain, philosophe, militant éducatif
- Stanisław August Poniatowski – roi, co-organisateur des dîners du jeudi, grand défenseur des arts et des sciences en Pologne
- Stanisław Staszic – écrivain, économiste
- Jan Śniadecki – astronome, mathématicien, philosophe
- Jędrzej Śniadecki – chimiste
- Stanisław Trembecki (en) – poète (style classiciste)
- Tomasz Kajetan Węgierski – poète, explorateur
- Józef Wybicki – activiste politique, auteur des paroles du Mazurek Dąbrowskiego, hymne national polonais
- Franciszek Zabłocki (en) – poète, comédien, secrétaire de la Société des Manuels Élémentaires
- Andrzej et Józef Załuski – fondateurs de la première bibliothèque publique polonaise, la Bibliothèque Załuski
- Andrzej Zamoyski – grand chancelier de Pologne, homme politique, auteur du Code Zamoyski (en)

## Architecture

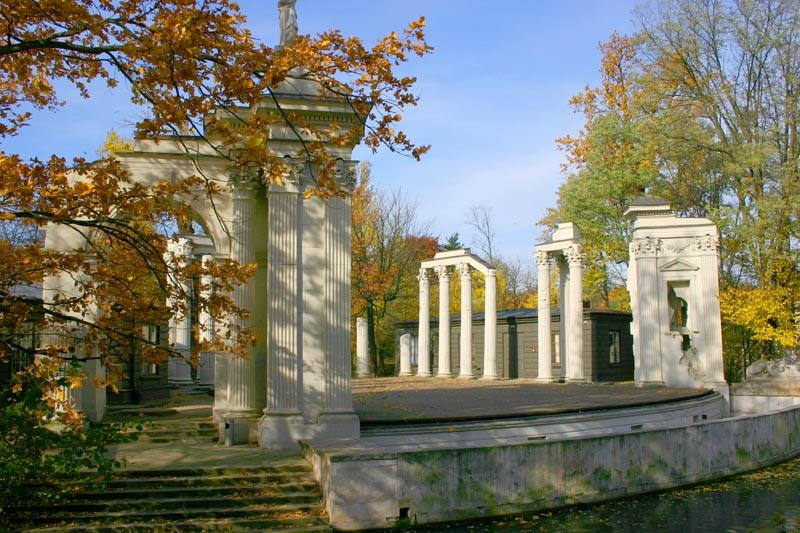
Le Théâtre romain de l'Île (1790-1793), faisant face au Palais sur l'Eau.

Le centre de l'architecture néoclassique en Pologne était la Varsovie de Stanisław August Poniatowski. Le classicisme est arrivé en Pologne au XVIIIe siècle. Les architectes et artistes les plus connus qui ont travaillé en Pologne à cette époque étaient Dominik Merlini (en), Jan Chrystian Kamsetzer, Szymon Bogumił Zug, Stanisław Zawadzki (en), Efraim Szreger (en), Antonio Corazzi, Jakub Kubicki (en), Christian Piotr Aigner, Wawrzyniec Gucewicz et Bertel Thorvaldsen.
À un premier mouvement appelé le style stanislavien a succédé une inhibition presque complète du style puis une période connue sous le nom de classicisme du Royaume du Congrès. Les bâtiments les plus célèbres de la période stanislavienne comprennent le Château royal de Varsovie, reconstruit par Dominik Merlini et Jan Christian Kamsetzer, le Palais sur l'eau, la Królikarnia et le palais de Jabłonna.
De la période du Royaume du Congrès datent le Palais Koniecpolski et l'église Saint-Alexandre à Varsovie, le Temple de la Sibylle à Puławy, et la reconstruction du château de Łańcut. La figure principale du Royaume du Congrès était Antoni Corrazzi. Corazzi a créé le complexe de la Place de la Banque à Varsovie, les édifices du Trésor, des Revenus et de la Commission du Gouvernement, le bâtiment du Palais Staszic, le Palais Mostowski, et le Grand Théâtre.

Palais
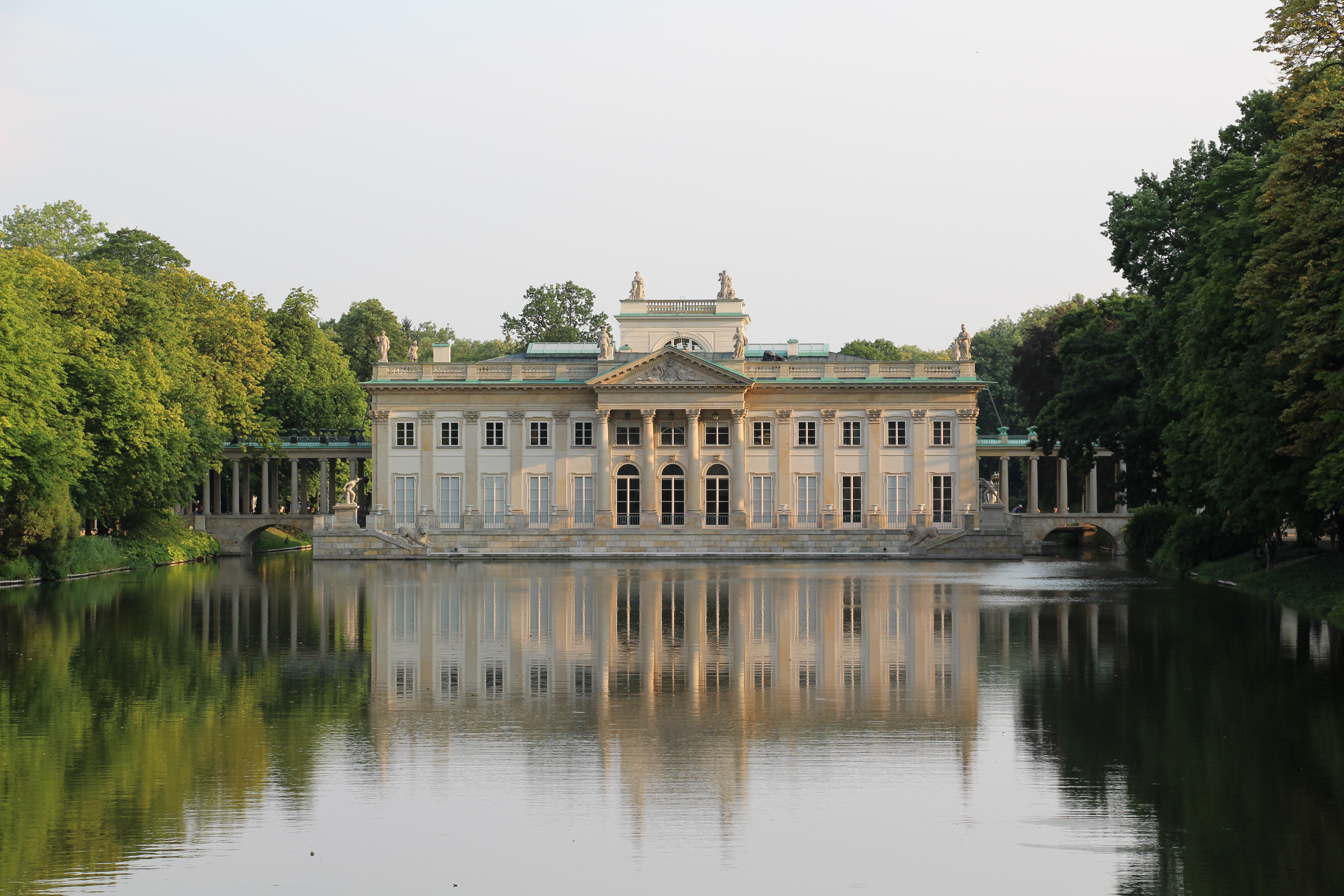
Palais Łazienki, Varsovie, 1764-1795
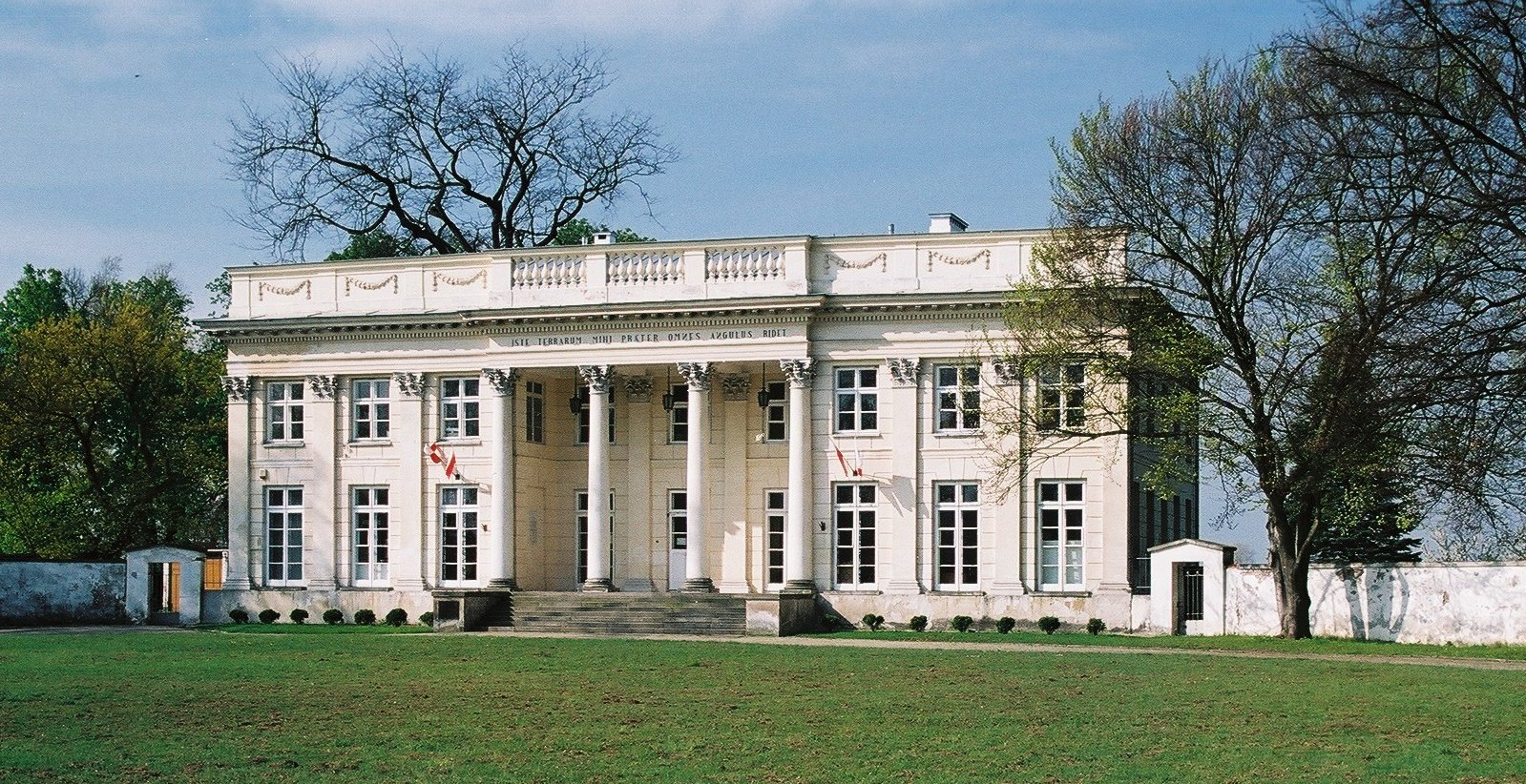
Palais de Marynka, Puławy, 1790-1794
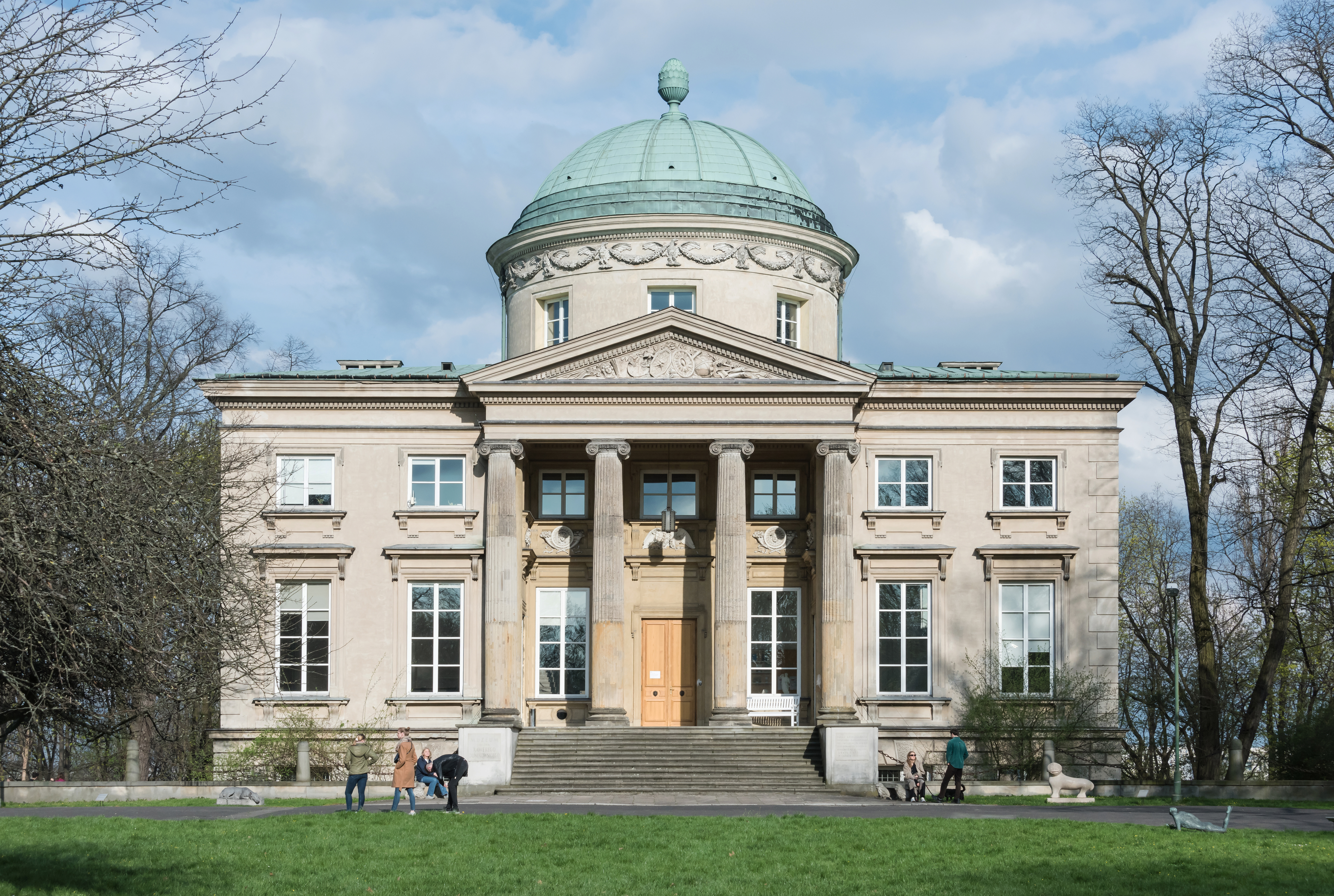
Palais Królikarnia (en), Varsovie, 1782-1786
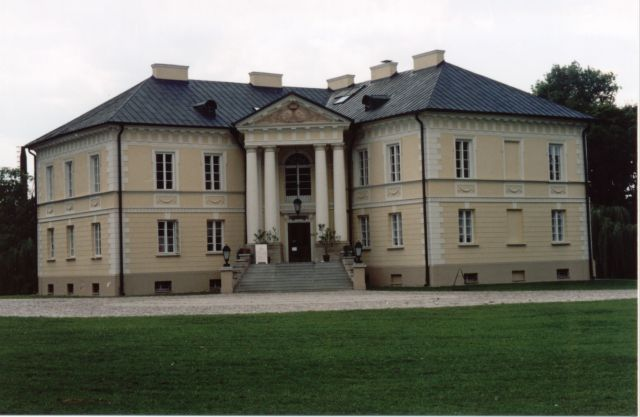
Palais Gorzeński, Dobrzyca, 1795-1799
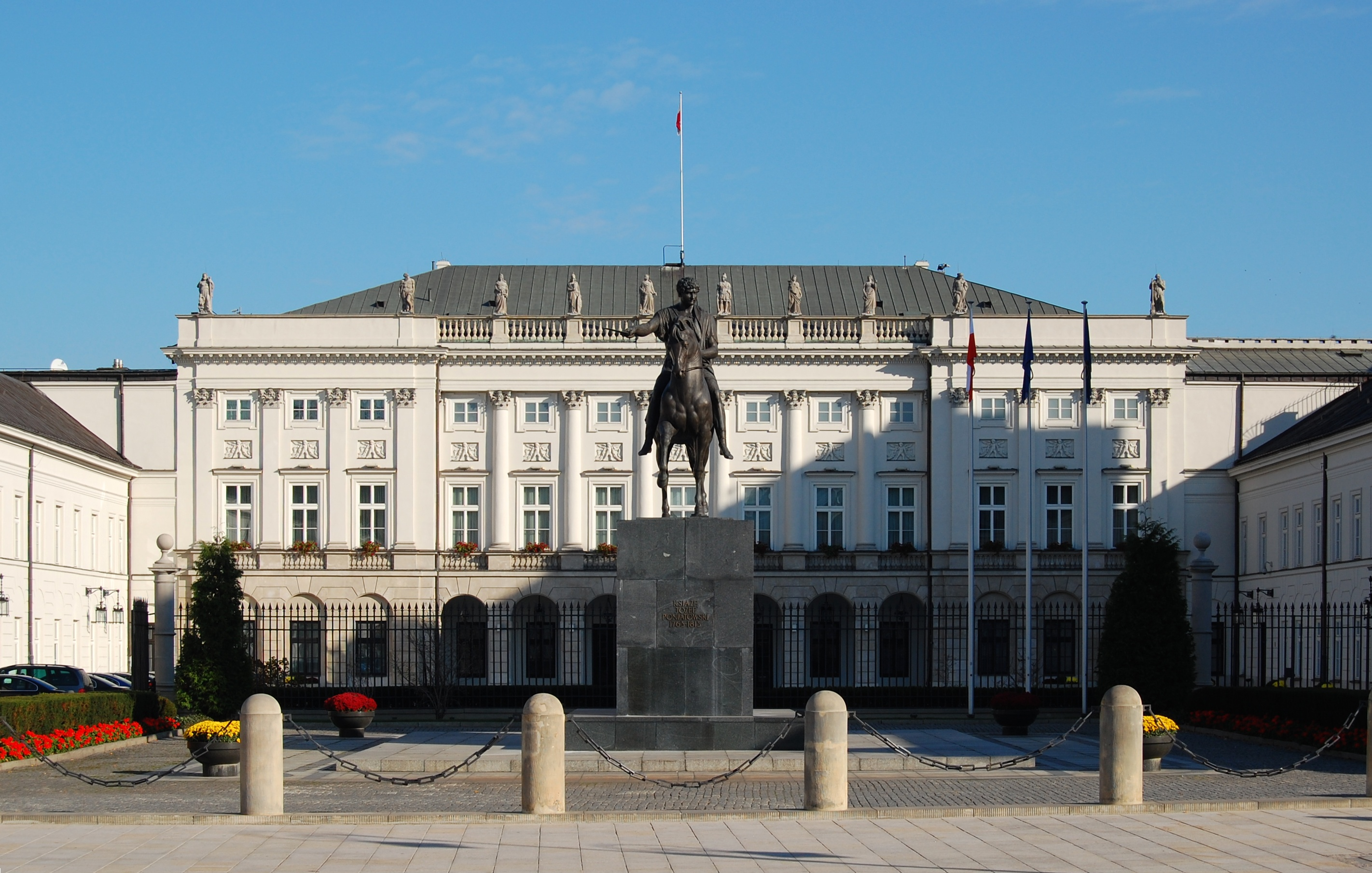
Palais présidentiel, Varsovie, 1818
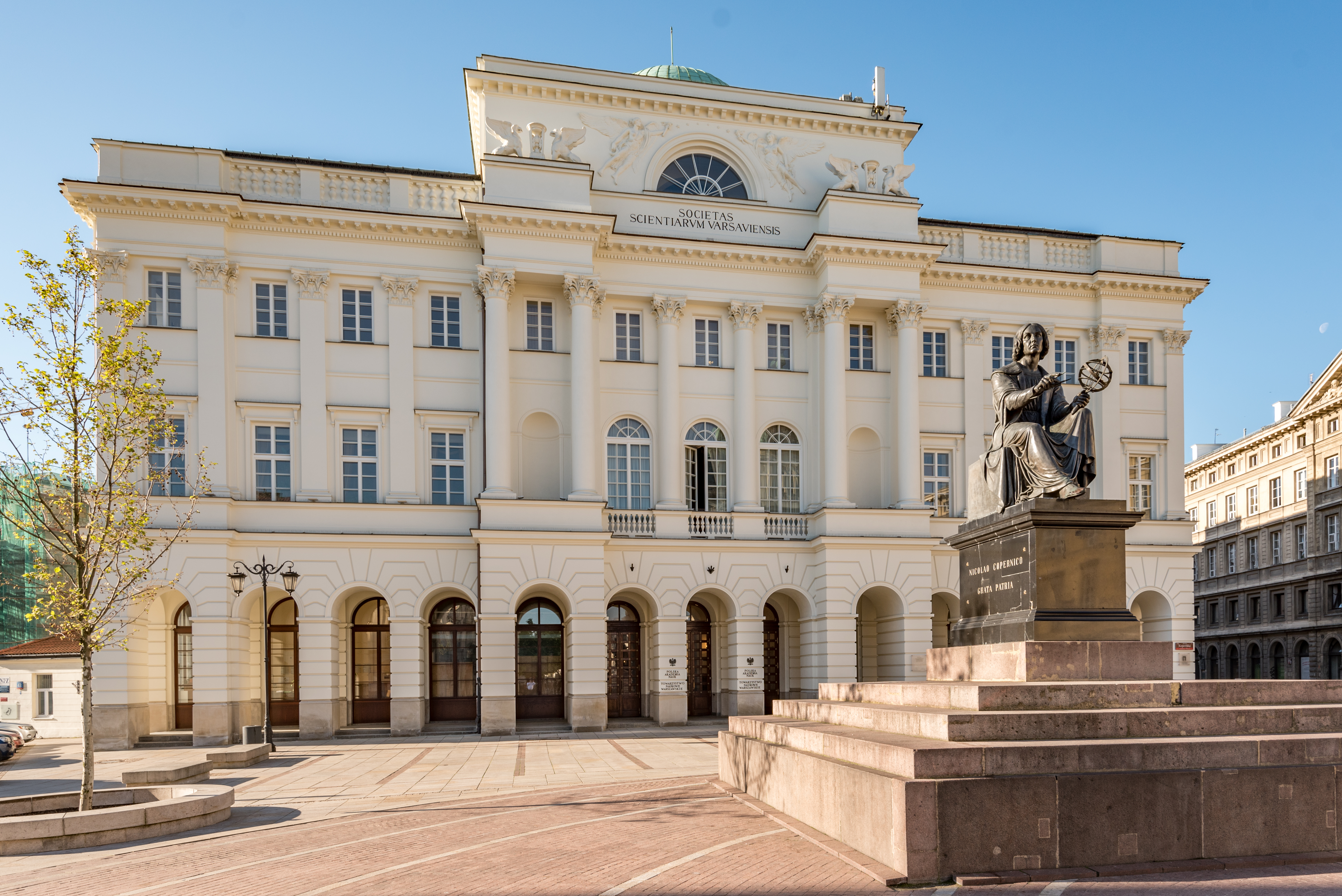
Palais Staszic, Varsovie, 1820-1823
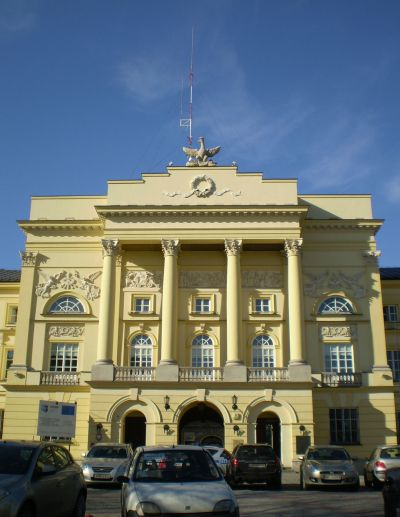
Palais Mostowski, Varsovie, 1823-1824
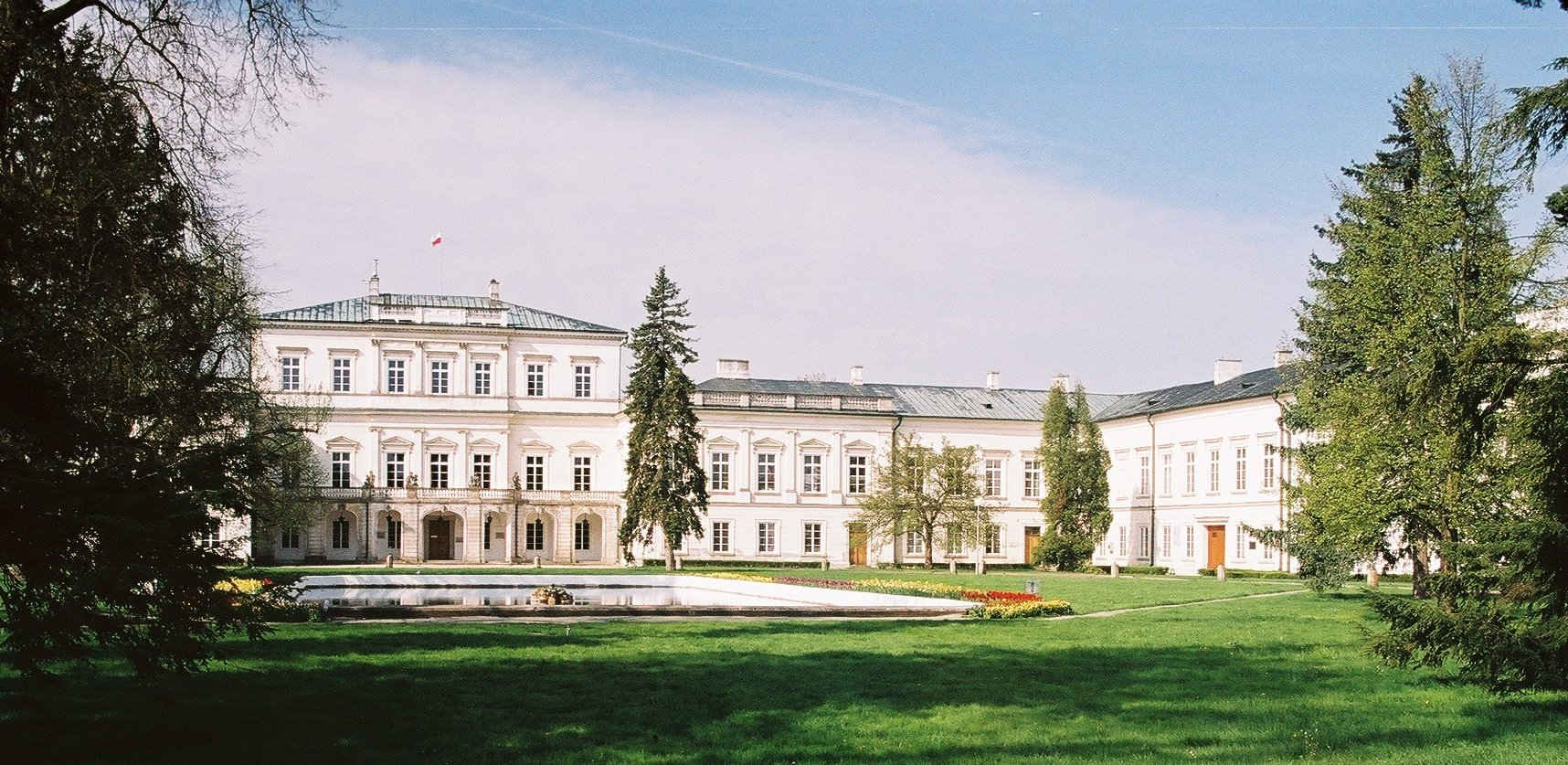
Palais Czartoryski, Puławy, 1840-1843

Structures urbaines
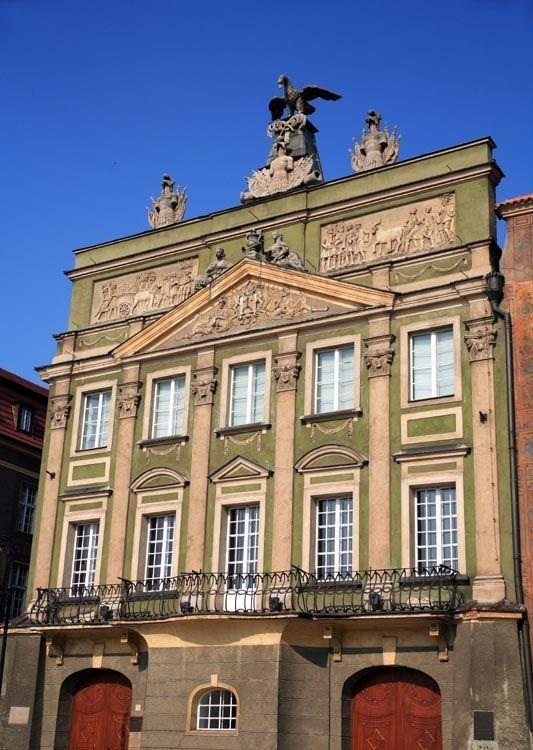
Maison Działyński, Poznań, 1773-1776
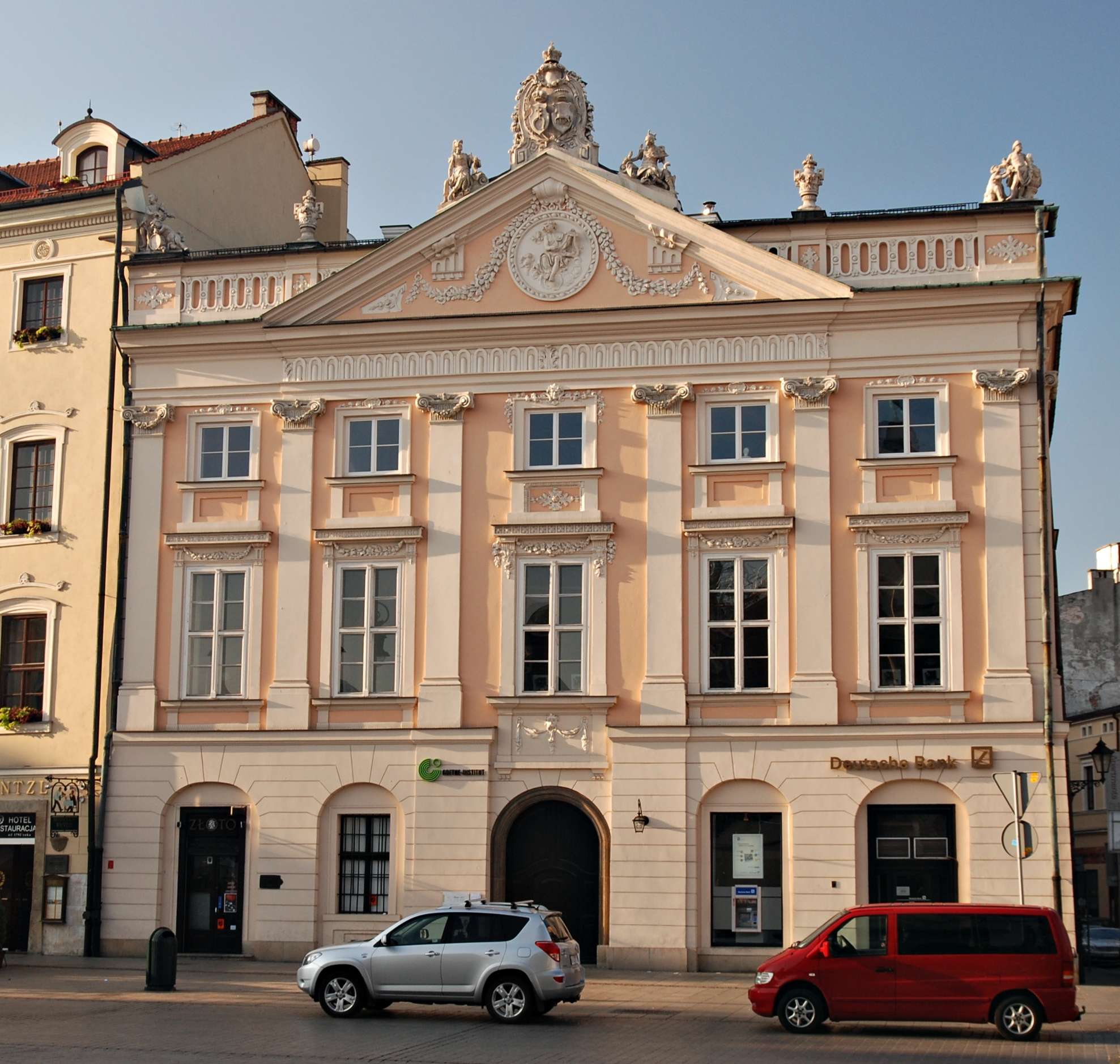
Maison Zbaraski, Cracovie, 1777-1783
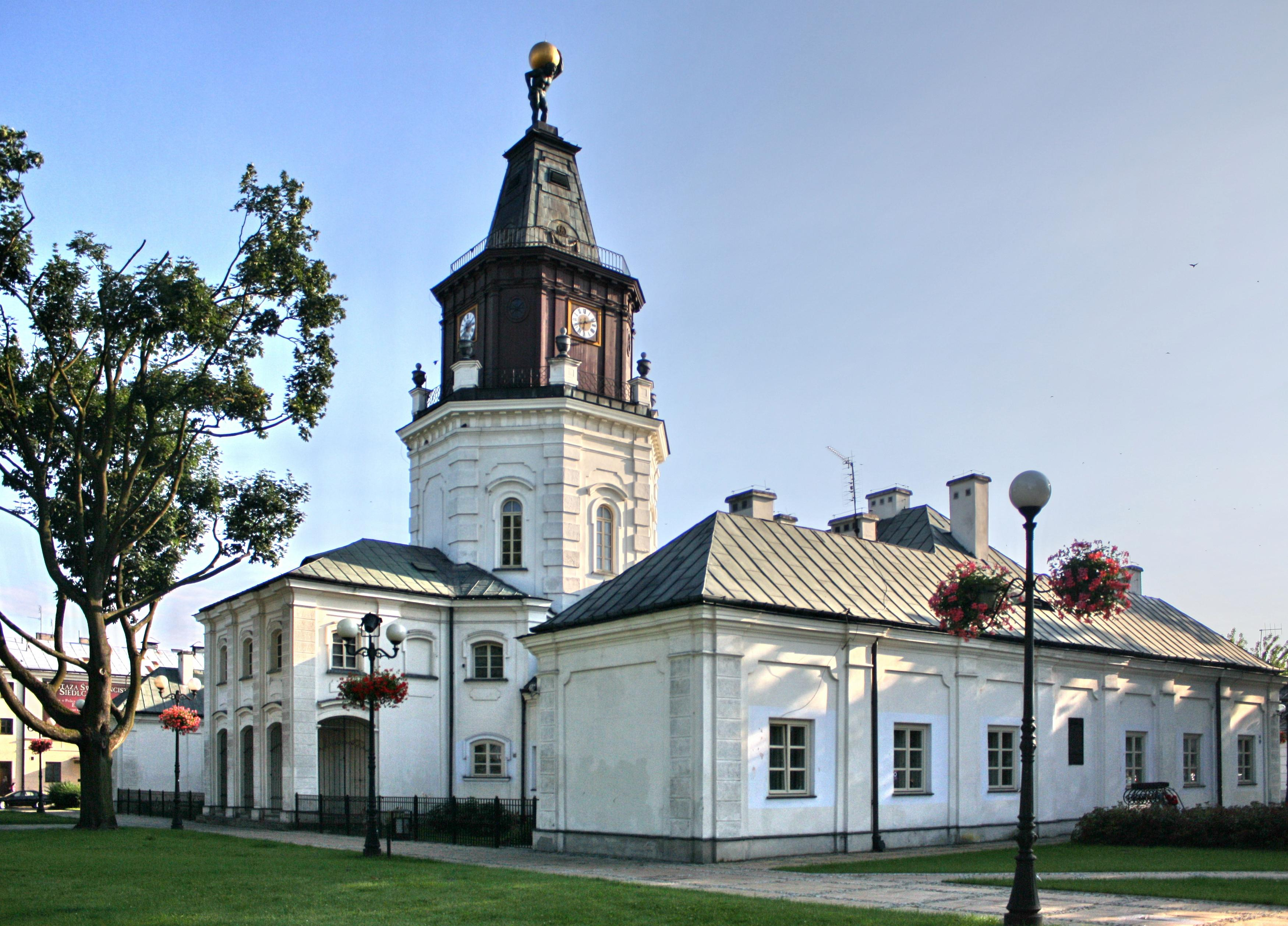
Hôtel de ville, Siedlce, 1766-1769
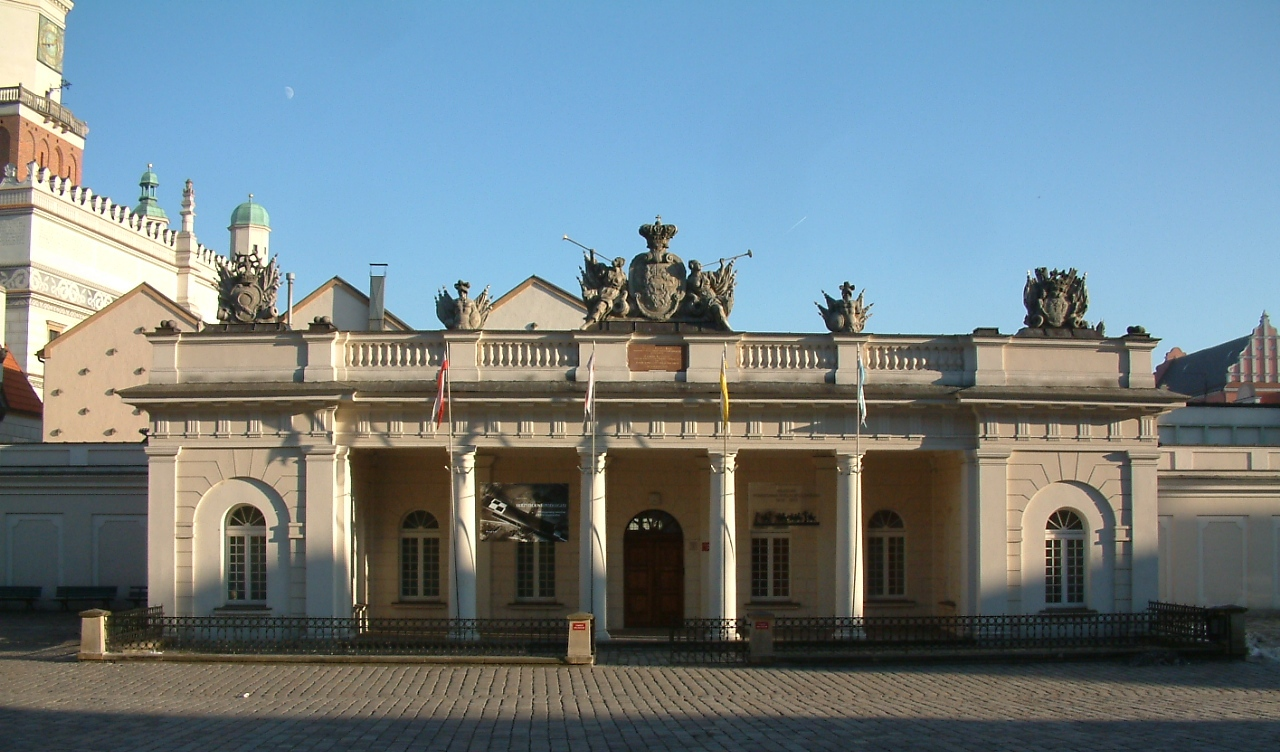
Corps de garde, Poznań, 1783-1787
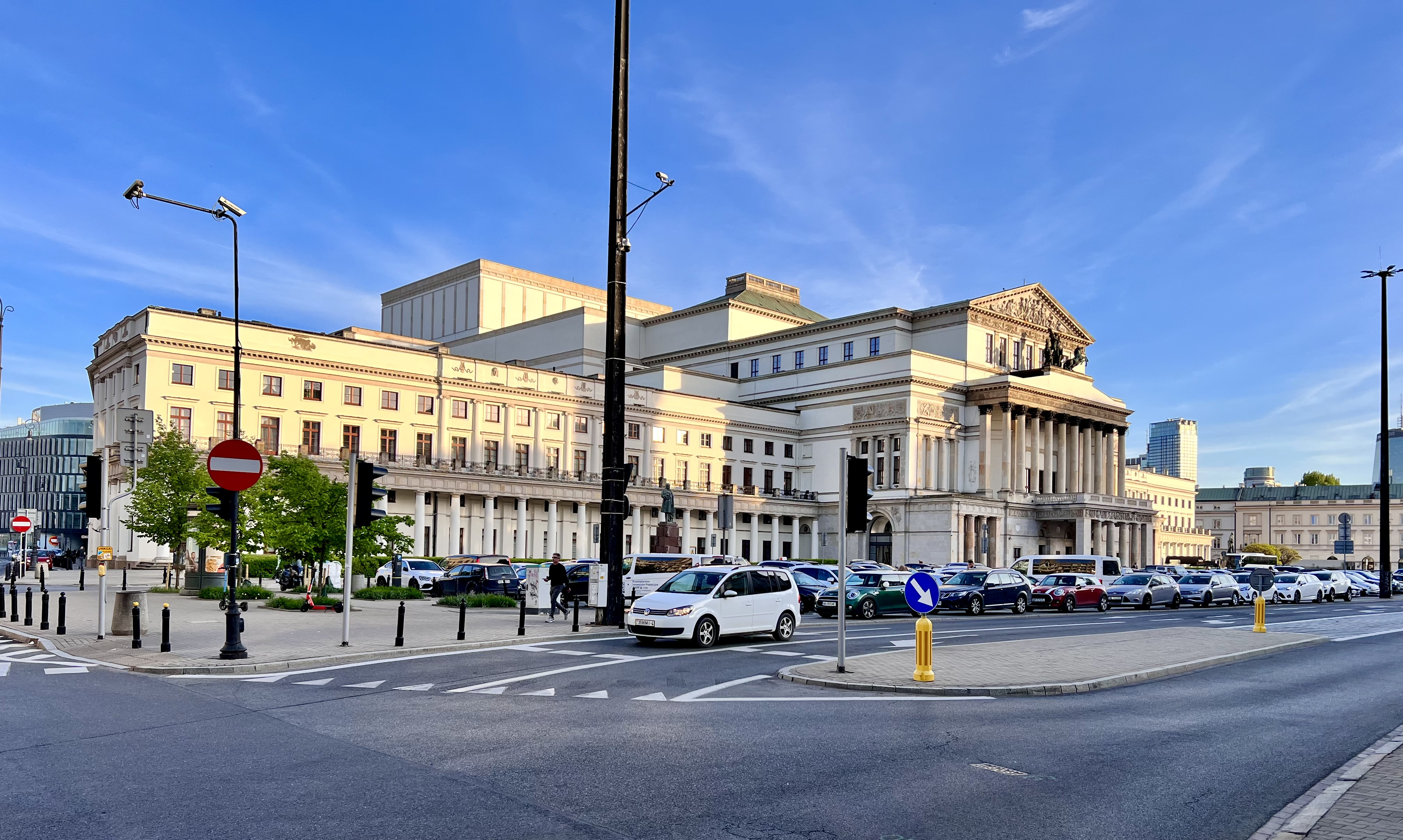
Grand Théâtre, Varsovie, 1825-1833
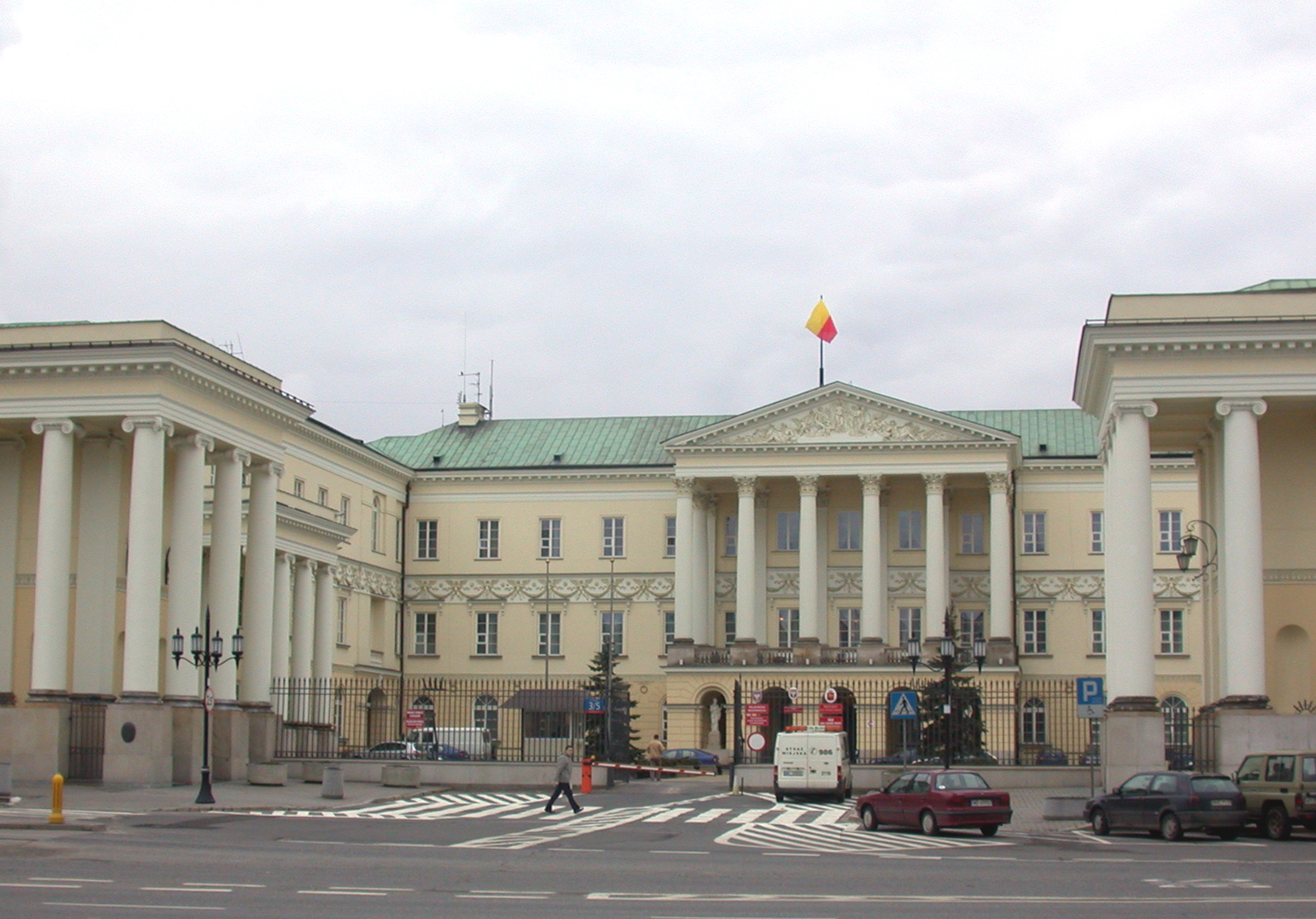
Palais de la Commission, Varsovie, 1823-1825
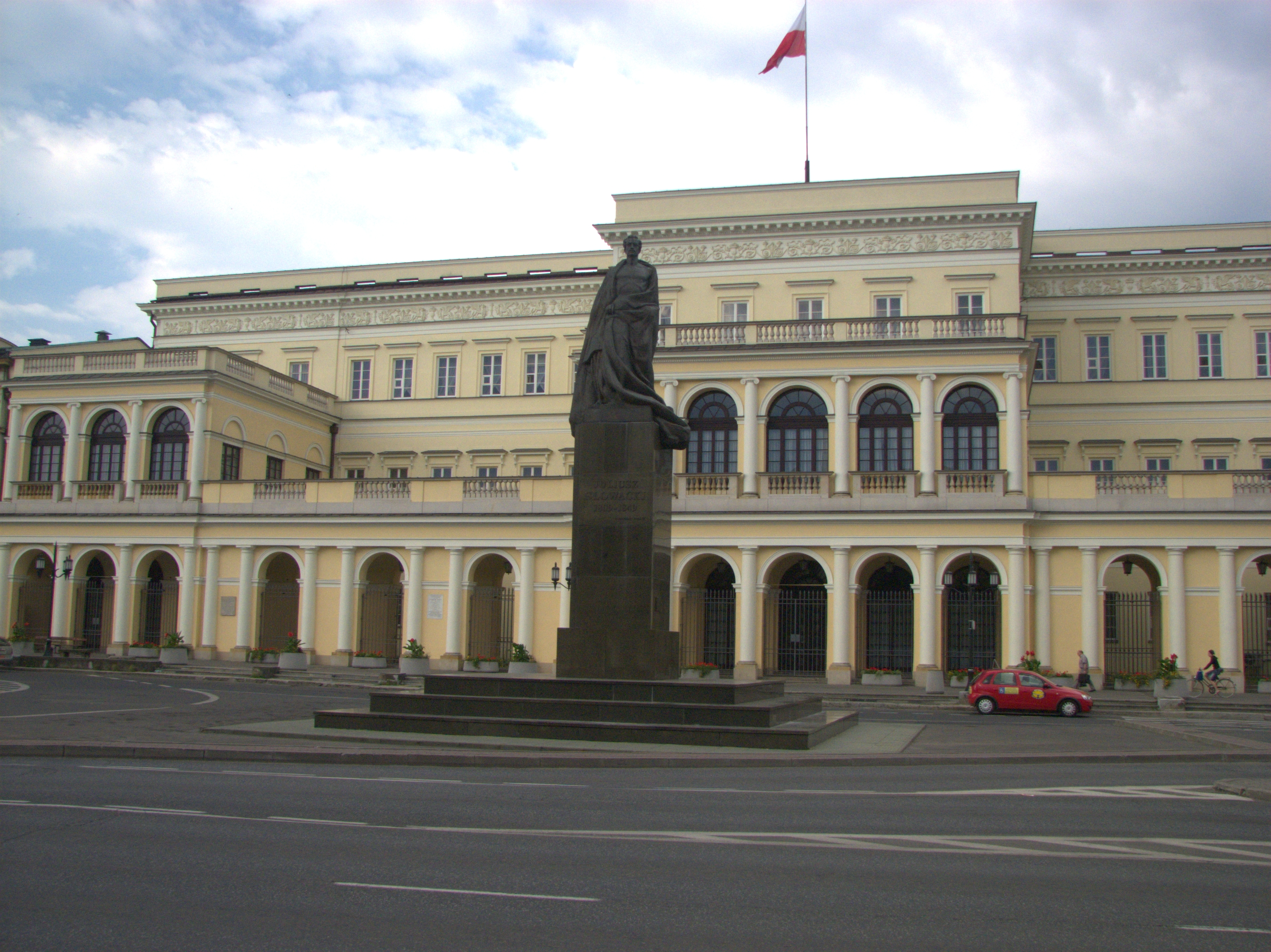
Ministère du Trésor, Varsovie, 1825-1828
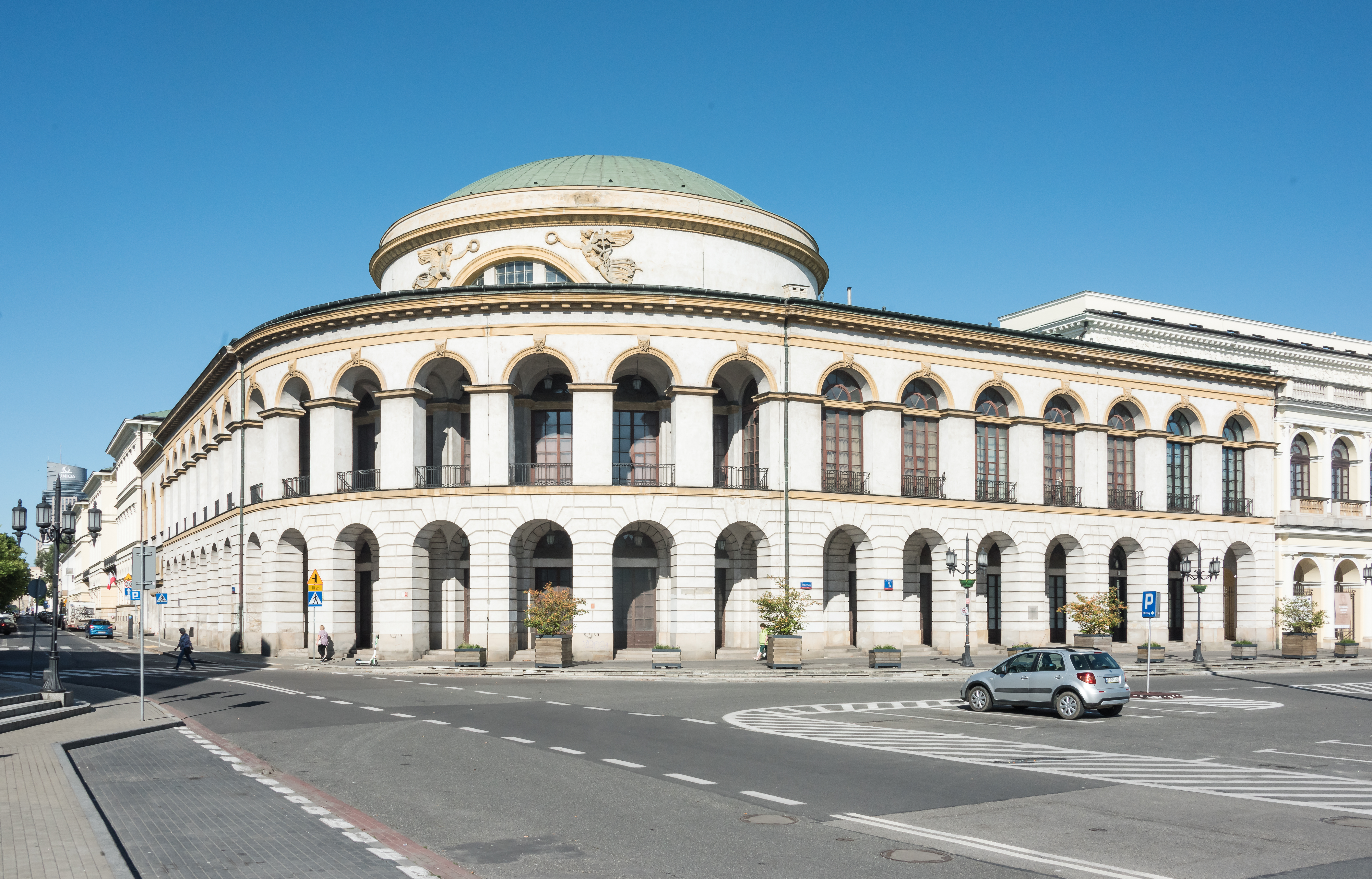
Banque de Pologne, Varsovie, 1825–1828

## Lectures complémentaires (en anglais)
- Butterwick, « What Is Enlightenment (Oswiecenie)? Some Polish Answers, 1765-1820 », Central Europe, vol. 3,‎ mai 2005
- Fiszman, Samuel et Jan Kochanowski, The Polish renaissance in its European context, Indiana U.P., 1988 (ISBN 9780253346278, lire en ligne)
- Janowski, Maciej, Polish Liberal Thought Before 1918, Central European University Press, 2004 (ISBN 9789639241183, lire en ligne)
- Suchodolski, Bogdan, A history of Polish culture, Interpress Publishers, 1986 (ISBN 9788322321423, lire en ligne)
- Stanley, John "Towards A New Nation: The Enlightenment and National Revival in Poland," Canadian Review of Studies in Nationalism, 1983, Vol. 10 Issue 2, pp 83–110